# Wapen van Axel

Wapen van Axel per 1817

Wapen van Axel per 1970

Het wapen van Axel kent twee versies. De eerste werd op 31 juli 1817 bevestigd door de Hoge Raad van Adel aan de Zeeuwse gemeente Axel. De tweede werd op 17 juni 1970 verleend. In 2003 ging Axel op in gemeente Terneuzen. Het wapen van Axel is daardoor komen te vervallen als gemeentewapen. In het wapen van Terneuzen per 2003 refereert de sleutel niet alleen aan het feit dat Terneuzen stadsrechten kreeg in 1584, maar ook aan het feit dat Axel deel uitmaakt van de nieuwe gemeente Terneuzen, waarbij Axel de sleutel al sinds het jaar 1244 heeft in haar wapen en zegel.

## Blazoenering
De blazoenering van het eerste wapen per 1817 luidde als volgt:
Parti, waarvan het eerste deel coupé, het bovenste van sabel beladen met een halve klimmende leeuw van zilver,het onderste van goud, beladen met een chevron van keel en verzeld van 3 sleutels van lazuur, staande 2 en 1; het tweede van goud, beladen met 2 door een keper van keel aan elkander gehechte sleutels van lazuur, verzeld van 2 St.Jacobsschulpen van zilver. Het schild gedekt met eene kroon van 5 fleurons, alles van goud.
De blazoenering van het tweede wapen per 1970 luidde als volgt:
Gedeeld; I doorsneden; a in sabel een uitkomende leeuw van zilver, gekroond en genageld van goud, getongd van keel, met een halsband waaraan een kruis, beide van goud; b in goud een keper van keel, vergezeld van drie omgewende sleutels van azuur; II in goud twee afgewende sleutels van azuur, verbonden door een keper van keel en aan weerszijden vergezeld van een schelp van zilver. Het schild gedekt met een gouden kroon van vijf bladeren.
 Opmerkelijk is dat de zilveren leeuw op de registertekening zilveren nagels heeft, volgens de beschrijving zouden die van goud moeten zijn.
De heraldische kleuren zijn sabel (zwart), zilver (wit), goud (goud of geel), keel (rood) en lazuur of azuur (blauw). Overigens geeft de Hoge Raad van Adel in het register zelf geen beschrijving van het eerste wapen, maar slechts een afbeelding. Beide wapens worden gedekt met een markiezenkroon.

Het tweede wapen is een voortzetting van het eerste, waarbij de leeuw aangepast is.

## Geschiedenis
Axel was in de tijd van de Middeleeuwen sterk afhankelijk van graafschap Vlaanderen en lag in het rechtsgebied van de stad Gent. Uit het stadswapen van Gent is de leeuw overgenomen.
Het tweede deel is het wapen van het Axeler Ambacht, een bestuurlijke en juridische eenheid in het graafschap Vlaanderen. Familie Van Ghistele was een oude en invloedrijke adellijke familie van Vlaanderen. Joos van Ghistele (1446-1516), heer van Maelstede, Moere, Axel en Hulst ondernam in 1481 een bedevaartstocht naar het heilige land. Hiermee verkreeg hij de bijnaam de grote reiziger. Als kruisvaarder mocht Joost van Ghistele als trofee de schelpen voeren.
Ook vertoonde het wapen van Ghistele in keel een keper van hermelijn. Dit feit is dan ook waarschijnlijk verwerkt in het wapen, maar in andere kleur en vorm. De sleutels zijn waarschijnlijk een verwijzing naar het wapen van de Sint-Pietersabdij te Gent. Deze abdij voerde een wapen met drie sleutels en had veel bezittingen in het gebied.

## Verwante wapens

Wapen van Gent ten tijde van het Eerste Franse Keizerrijk
Wapen van Gent
Het wapen van de Sint-Pietersabdij te Gent
Wapen van Terneuzen
Het wapen  van het Axeler ambacht

Aagtekerke
· Aardenburg
· Arnemuiden
· Axel
· Baarland
· Bath
· Biervliet
· Biggekerke
· Bloois
· Bommenede
· Borssele
· Boschkapelle
· Botland
· Breskens
· Brigdamme
· Brijdorpe
· Brouwershaven
· Bruinisse
· Burgh
· Buttinge
· Cadzand
· Clinge
· Colijnsplaat
· Domburg
· Dreischor
· Driewegen
· Duiveland
· Duivendijke
· Elkerzee
· Ellemeet
· Ellewoutsdijk
· Eversdijk
· Gapinge
· Graauw en Langendam
· 's-Gravenpolder
· Grijpskerke
· Groede
· Haamstede
· 's-Heer Abtskerke
· 's-Heer Arendskerke
· 's-Heer Hendrikskinderen
· 's-Heerenhoek
· Heille
· Heinkenszand
· Hengstdijk
· Hoedekenskerke
· Hoek
· Hontenisse
· Hoofdplaat
· Hoogelande
· IJzendijke
· Kapelle
· Kats
· Kattendijke
· Kerkwerve
· Klaaskinderkerke
· Kleverskerke
· Kloetinge
· Koewacht
· Kortgene
· Koudekerke
· Krabbendijke
· Kruiningen
· Looperskapelle
· Maire
· Mariekerke
· Meliskerke
· Middenschouwen
· Nieuw- en Sint Joosland
· Nieuwerkerk
· Nieuwerkerke
· Nieuwlande
· Nieuwvliet
· Nisse
· Noordgouwe
· Noordwelle
· Oostburg
· Oosterland
· Oostkapelle
· Oost-Souburg
· Oost- en West-Souburg
· Ossenisse
· Oud-Vossemeer
· Oudelande
· Ouwerkerk
· Overslag
· Ovezande
· Philippine
· Poortvliet
· Renesse
· Rengerskerke en Zuidland
· Retranchement
· Rilland
· Rilland-Bath
· Ritthem
· Sas van Gent
· Scherpenisse
· Schoondijke
· Schore
· Serooskerke (Schouwen-Duiveland)
· Serooskerke (Veere)
· Sinoutskerke en Baarsdorp
· Sint Anna ter Muiden
· Sint-Annaland
· Sint Jansteen
· Sint Kruis
· Sint Laurens
· Sint-Maartensdijk
· Sint Philipsland
· Sirjansland
· Sluis
· Sluis-Aardenburg
· Stavenisse
· Stoppeldijk
· Valkenisse (Walcheren)
· Valkenisse (Zuid-Beveland)
· Vogelwaarde
· Vrouwenpolder
· Waarde
· Waterlandkerkje
· Wemeldinge
· West-Souburg
· Westdorpe
· Westenschouwen
· Westerschouwen
· Westkapelle
· Westkapelle-Buiten en Sirpoppekerke
· Westkerke
· Wissekerke
· Wissenkerke
· Wolphaartsdijk
· Yerseke
· Zaamslag
· Zierikzee
· Zonnemaire
· Zoutelande
· Zuiddorpe
· Zuidzande
· Zwake

Dorpswapens: Geersdijk
· Hansweert
· Kamperland